# Basile M. Missir
Basile M. Missir (n. 17 iulie 1843, Focșani – d. 21 aprilie 1929, București) a fost un politician și ministru român.